# Chad Costello
Chad Costello (* 22. Juli 1986 in Johnston, Iowa) ist ein ehemaliger US-amerikanischer Eishockeyspieler, der inzwischen als Trainer und Manager der Allen Americans in der ECHL aktiv ist. Als rechter Flügelstürmer spielte er zuvor unter anderem in der ECHL, der American Hockey League sowie für die Krefeld Pinguine und Iserlohn Roosters in der Deutschen Eishockey Liga.

## Karriere

### Junioren- und Collegeligen
Chad Costello begann im Alter von drei Jahren mit dem Eishockeyspielen in seiner Heimatstadt Johnston und spielte dort für verschiedene Nachwuchsmannschaften. Zur Saison 2002/03 schloss er sich dem Team Illinois aus dem benachbarten Bundesstaat an. Ein Jahr später kehrte er nach Iowa zurück und spielte für die Des Moines Buccaneers in der United States Hockey League. Die nächste Saison absolvierte Costello in der North American Hockey League für die Wichita Falls Wildcats. In der Spielzeit 2005/06 war er für die Cedar Rapids Roughriders in der USHL aktiv und wurde mit 76 Punkten in 59 Spielen Topscorer der Liga. Anschließend spielte er für die Northeastern University in der Hockey East. Sein erstes Jahr lief erfolgreich ab und Costello wurde in das All-Rookie Team der Hockey East gewählt. In seiner zweiten Saison konnte er seine Leistungen nicht bestätigen und erhielt zunehmend weniger Einsatzzeiten.

### Erfolge in der ECHL
Deshalb entschied sich Costello die Northeastern University zu verlassen und unterschrieb für die Saison 2008/09 einen Profivertrag bei den Muskegon Lumberjacks in der International Hockey League. Anschließend wechselte er in die Central Hockey League zu den Corpus Christi IceRays. Dort erzielte er 55 Punkte in 57 Spielen und unterschrieb für die nächste Saison beim Ligakonkurrenten Tulsa Oilers. Dort bildete er mit Jack Combs ein erfolgreiches Angriffsduo. Aufgrund ihrer Leistungen erhielten beide Spieler die Gelegenheit einige Spiele in der American Hockey League zu absolvieren. Während Combs für die Chicago Wolves spielte, wurde Costello für acht Spiele bei den Lake Erie Monsters eingesetzt. Am 18. August 2011 unterschrieben beide Spieler bei den Colorado Eagles aus der ECHL. Auch bei den Eagles war das Duo schnell sehr erfolgreich und beide zählten zu den besten Scorern der ECHL. Daher erhielten erneut beide Spieler AHL-Einsatzzeiten. Combs wechselte im Dezember sogar bis zum Saisonende zu den Worcester Sharks, während Costello auf vier Spiele für die Springfield Falcons und sieben bei den Sharks kam. Auch ohne Combs konnte Costello in der zweiten Saisonhälfte seine hervorragenden Leistungen bestätigen und wurde am Ende der Saison als ECHL Most Valuable Player ausgezeichnet. Die Saison 2012/13 begann das Duo wieder bei den Eagles. Im Dezember führte Costello die Scorerwertung der ECHL an, gefolgt von Jack Combs. Daraufhin nahmen die Bridgeport Sound Tigers aus der AHL das Duo am 18. Dezember 2012 unter Vertrag. Bei den Tigers absolvierten sie 21 bzw. 22 Spiele, in denen Costello und Combs aber nicht überzeugen konnten, sodass Costello in die ECHL zurückkehrte und Combs innerhalb der AHL transferiert wurde.
Im August 2013 unterschrieb Costello bei St. Charles Chill in der CHL. Nach sechs Spielen wechselte er im November zu Ontario Reign in die ECHL. Dort spielte er acht Partien, ehe er sich verletzte und bis zum Saisonende ausfiel. Am 16. Oktober 2014 nahmen die Allen Americans aus der ECHL Costello unter Vertrag. Fünf Tage später unterschrieb auch Jack Combs bei den Americans, sodass beide wieder gemeinsam auflaufen konnten. Zusammen absolvierten sie bis Januar 2015 32 Spiele, bis Combs, als Führender der ECHL-Scorerwertung, zum IF Björklöven in die zweite schwedische Liga HockeyAllsvenskan wechselte. Costello übernahm anschließend die Führung der Scorerwertung und behielt sie bis zum Saisonende, sodass er als ECHL Leading Scorer ausgezeichnet wurde. Mit 125 Punkten lag er 45 Punkte vor dem Zweitplatzierten. Auch in den Play-offs zeigte er starke Leistungen und gewann schließlich mit seiner Mannschaft den Kelly Cup. Zur nächsten Saison wurde er zum Kapitän der Americans ernannt. Costello erzielte in der regulären Saison wieder über 100 Punkte und wurde Topscorer der ECHL. Anschließend folgte die Auszeichnung als Most Valuable Player. Seine Dominanz behielt er auch in den Play-offs. Er führte seine Mannschaft zur Titelverteidigung und wurde auch als Kelly Cup Playoffs Most Valuable Player ausgezeichnet. In der Saison 2016/17 konnte Costello mit 122 Punkten seine Titel als Topscorer und MVP der ECHL verteidigen. Mit seiner Mannschaft schied er in den Play-offs jedoch in der zweiten Runde aus.

### Wechsel in die DEL
Nach drei sehr erfolgreichen Jahren mit zahlreichen individuellen Auszeichnungen und zwei Kelly-Cup-Siegen entschied sich Costello für eine neue Herausforderung und unterschrieb am 21. Mai 2017 einen Probevertrag bei den Iserlohn Roosters aus der Deutschen Eishockey Liga. 19 Tage zuvor nahmen die Roosters bereits Jack Combs unter Vertrag, sodass Iserlohn die sechste Mannschaft ist, in der Costello und Combs zusammen unter Vertrag standen. Zur Saison 2018/19 wechselte Costello innerhalb der DEL zum Team der Krefeld Pinguine. Nachdem er hier in der Spielzeit 2018/19 zusammen mit Jacob Berglund und Daniel Pietta die erfolgreichste Angriffsreihe der Liga bildete, war er in der Folgesaison 2019/20 mit 54 Punkten einer der erfolgreichsten DEL-Scorer nach der Hauptrunde. Trotz der gezeigten Leistungen erhielt er 2020 keinen neuen Vertrag in Krefeld und wechselte zu den Stavanger Oilers.

### Rückkehr nach Nordamerika
Ein Jahr später kehrte er nach Nordamerika zurück, wo er sich abermals den Allen Americans anschloss. In der Saison 2021/22 führte er das Team als Mannschaftskapitän aufs Eis, wobei er abermals bester Scorer der Mannschaft war. Im Anschluss an diese Spielzeit beendete der US-Amerikaner seine aktive Karriere, blieb aber den Allen Americans als Cheftrainer und General Manager erhalten. Diese Position übernahm er im Hinblick auf die Saison 2022/23.

## Erfolge und Auszeichnungen
| - 2006 USHL-Topscorer - 2007 Hockey East All-Rookie Team - 2012 ECHL First All-Star Team - 2012 ECHL Most Valuable Player - 2015 ECHL First All-Star Team - 2015 ECHL Leading Scorer - 2015 ECHL Sportsmanship Award - 2015 Kelly-Cup-Gewinn mit den Allen Americans - 2016 ECHL First All-Star Team | - 2016 ECHL Leading Scorer - 2016 ECHL Most Valuable Player - 2016 Kelly Cup Playoffs Most Valuable Player - 2016 Kelly-Cup-Gewinn mit den Allen Americans - 2017 Teilnahme am ECHL All-Star Game - 2017 ECHL First All-Star Team - 2017 ECHL Leading Scorer - 2017 ECHL Most Valuable Player - 2022 ECHL Second All-Star Team |

## Karrierestatistik
(Legende zur Spielerstatistik: Sp oder GP = absolvierte Spiele; T oder G = erzielte Tore; V oder A = erzielte Assists; Pkt oder Pts = erzielte Scorerpunkte; SM oder PIM = erhaltene Strafminuten; +/− = Plus/Minus-Bilanz; PP = erzielte Überzahltore; SH = erzielte Unterzahltore; GW = erzielte Siegtore; 1 Play-downs/Relegation; Kursiv: Statistik nicht vollständig)